# Rue du Gorp
Pour les articles homonymes, voir Gorp.
La rue du Gorp est une voie de Toulouse, chef-lieu de la région Occitanie, dans le Midi de la France.

## Situation et accès

### Description
La rue du Gorp est une voie publique. Elle relie les quartiers Saint-Michel et du Busca, dans le secteur 5 - Sud-Est.
Elle naît perpendiculairement à la grande-rue Saint-Michel, au niveau du mur nord de l'ancienne prison Saint-Michel et du parvis Yves-et-Marie-Angèle-Bettini. Longue de 364 mètres, large de seulement 6 mètres, elle est orientée au nord-est. Elle reçoit successivement la rue Robespierre à droite et la rue Jean-Pierre-Blanchard à gauche, puis se termine en débouchant à l'ouest de la place du Busca.
La chaussée compte une seule voie de circulation automobile en sens unique, de la grande-rue Saint-Michel vers la place du Busca. Elle appartient à une zone 30 et la vitesse y est limitée à 30 km/h. Il n'existe pas de piste, ni de bande cyclable, quoiqu'elle soit à double-sens cyclable.

### Voies rencontrées
La rue du Gorp rencontre les voies suivantes, dans l'ordre des numéros croissants (« g » indique que la rue se situe à gauche, « d » à droite) :
1. Grande-rue Saint-Michel
2. Parvis Yves-et-Marie-Angèle-Bettini (d)
3. Rue Robespierre (d)
4. Rue Jean-Pierre-Blanchard (g)
5. Place du Busca

## Odonymie
Au XVIe siècle, la rue porte déjà le même nom, quoiqu'on le trouve également orthographié sous d'autres formes – Gorg, Gorbe, Gourg ou encore Gourt. L'origine en est obscure : peut-être faut-il y voir une référence à une mare qui s'y trouvait encore aux XVIIe et XVIIIe siècles (gorg ou gord, « trou d'eau » ou « mare » en occitan). Il peut également s'agir de la déformation du nom du corbeau (còrb en occitan) : l'animal aurait ainsi été utilisé comme enseigne d'une boutique dont le nom se serait conservé.

## Patrimoine et lieux d'intérêt

### Maison
- no  15 : maison toulousaine (deuxième moitié du XIXe siècle)[2].